# 貝尼傑利勒
36°33′50″N 4°47′41″E / 36.56389°N 4.79472°E

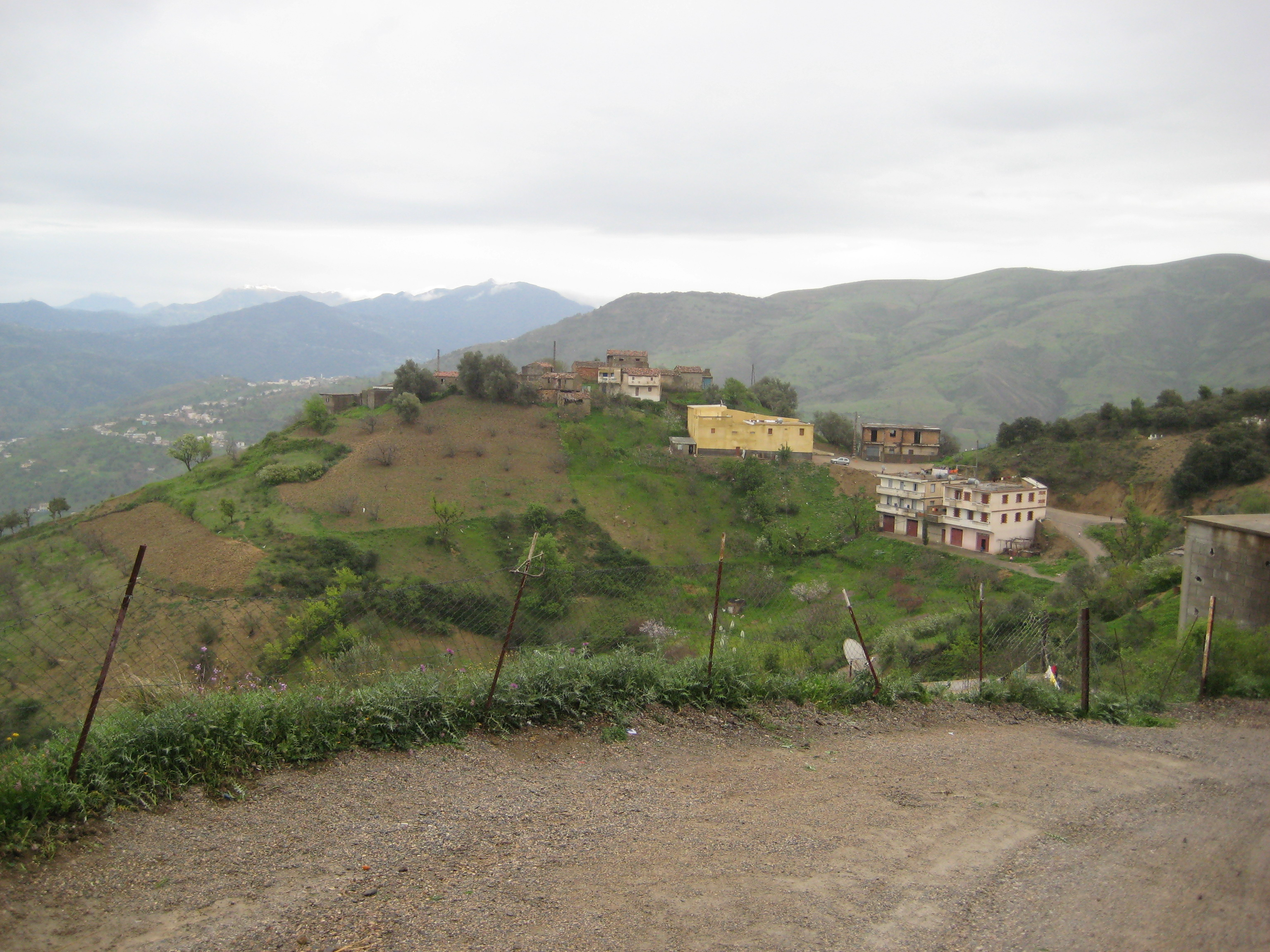
貝尼傑利勒

貝尼傑利勒（阿拉伯语：‎），是阿爾及利亞的城鎮，位於該國北部貝賈亞省，由阿米祖爾區負責管轄，面積28平方公里，2008年人口7,795，人口密度每平方公里279人。